# 요쓰야산초메역
요츠야산초메역(일본어: 四谷三丁目駅)은 도쿄도 신주쿠구에 있는 철도역이다.

## 역 구조
상대식 승강장 2면 2선의 지하역. 지하 1층에 승강장 및 개찰구가 있고, 지상으로 연결하는 엘리베이터는 2번 선에 설치되어 있지만, 에스컬레이터는 없다.
오기쿠보 방향에 비상용 건늠선이 있다.

### 승강장
| 1 | ○ 마루노우치 선 | 신주쿠・오기쿠보・나카노후지미초 방면 |
| 2 | ○ 마루노우치 선 | 오테마치・고라쿠엔・이케부쿠로 방면   |

## 역 주변
- 국도 제20호선
- 요츠야 소방서
- 소방박물관
- 요츠야 경찰서
- 주일  대한민국 대사관
- 요츠야 세무서
- 신주쿠 역사박물관
- NTT 요츠야 빌딩
- 도쿄 장난감 박물관
- 창가학회 본부
- 도영 지하철 신주쿠 선 아케보노바시 역
- 동일본 여객철도 주오·소부 완행선 시나노마치역

## 역사
- 1959년 3월 15일: 영업 개시.

## 인접역
| 도쿄 메트로 마루노우치 선        | 도쿄 메트로 마루노우치 선 | 도쿄 메트로 마루노우치 선  |
| -------------------------------- | ------------------------- | -------------------------- |
| M10 신주쿠교엔마에 오기쿠보 방면 | 마루노우치 선             | M12 요츠야 이케부쿠로 방면 |